# ベニスズメ (昆虫)
ベニスズメ（紅雀、紅雀蛾、紅天蛾　学名：Deilephila elpenor）はスズメガ科の大形のガの一種である。

## 概要
この種はイギリス、アイルランド、ヨーロッパ、ロシア、中国、日本、韓国、インド北部に分布している。
成虫は5月から7月にみられる。

## 特徴

### 幼虫

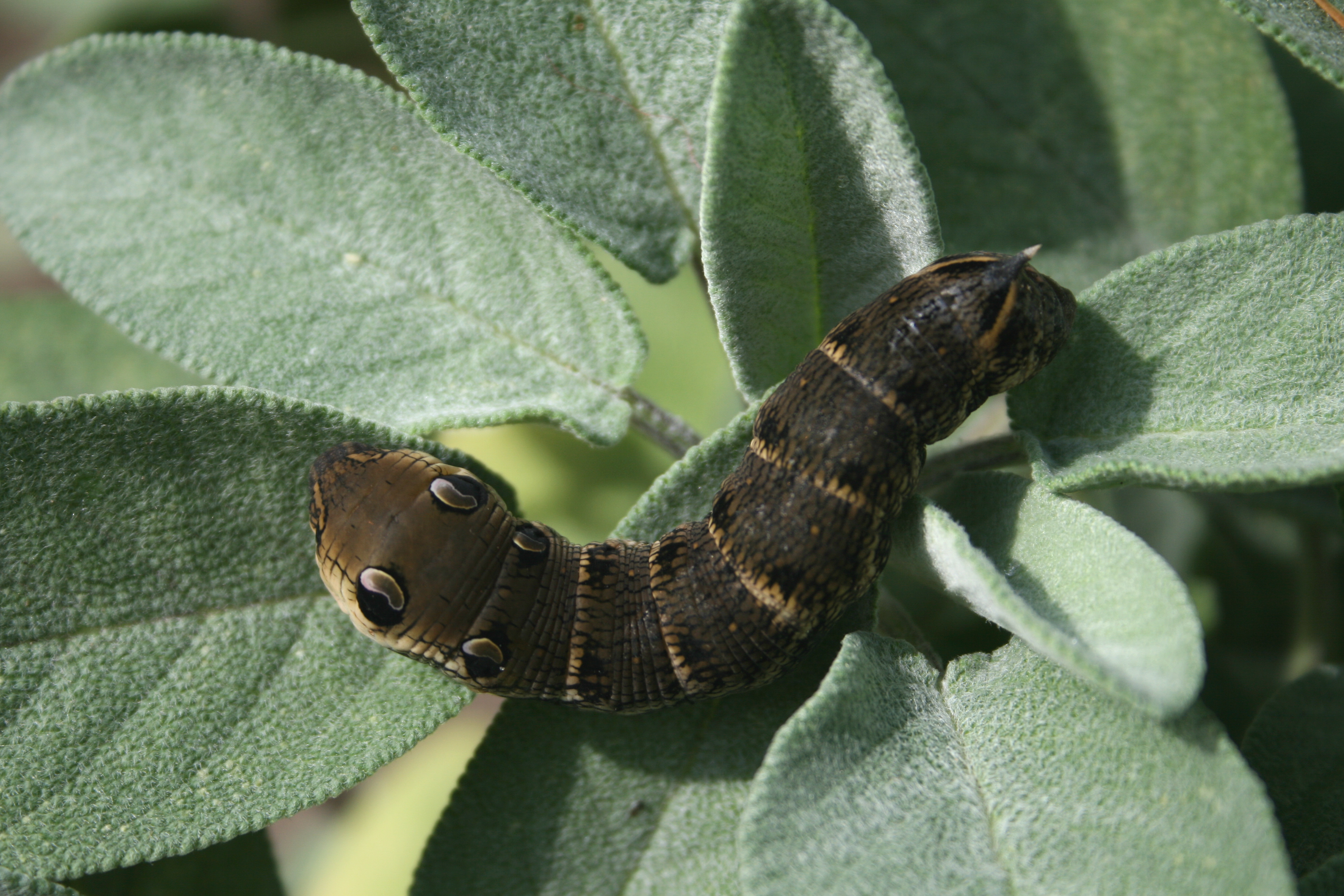
幼虫。ヘビのように見えることが知られている。

幼虫の大きさは75mmで、ほかのスズメガ科の蛾の幼虫と同じように体の後ろに角のようなものがついている。
頭には蛇の顔のような眼状紋という模様があり、鳥などの天敵を驚かす効果がある。
幼虫の食草はオオマツヨイグサやホウセンカなどである。

### 成虫

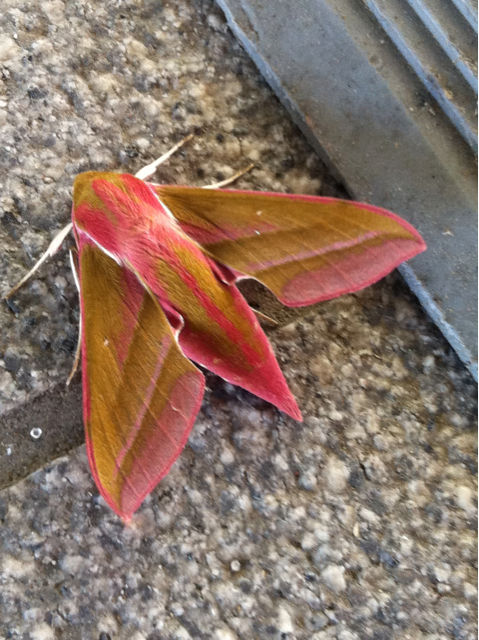

成虫は夕方や夜によく見られる。エサは花の蜜である。色はベニスズメという名前の通り赤いが、茶色い部分もある。

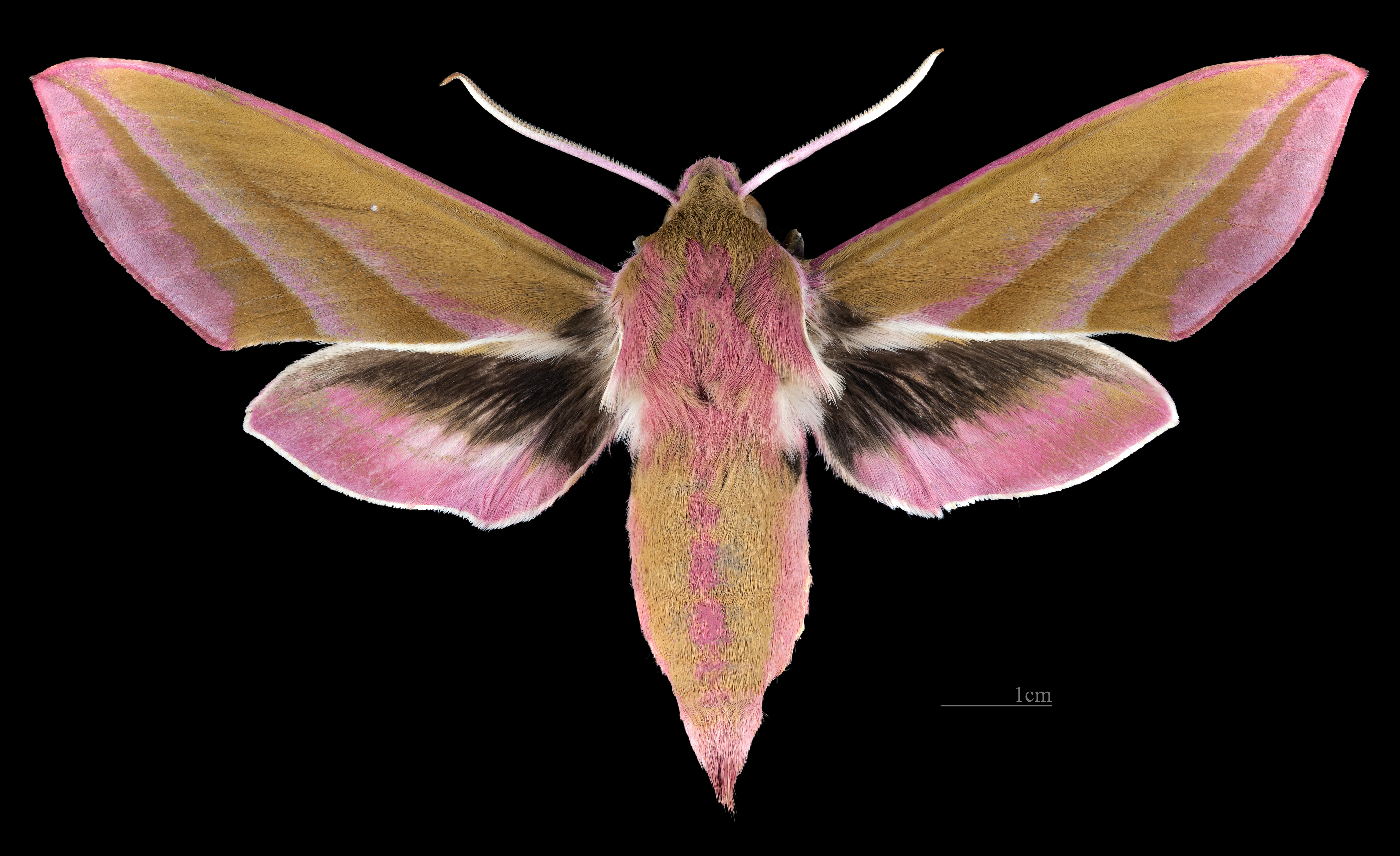
♂
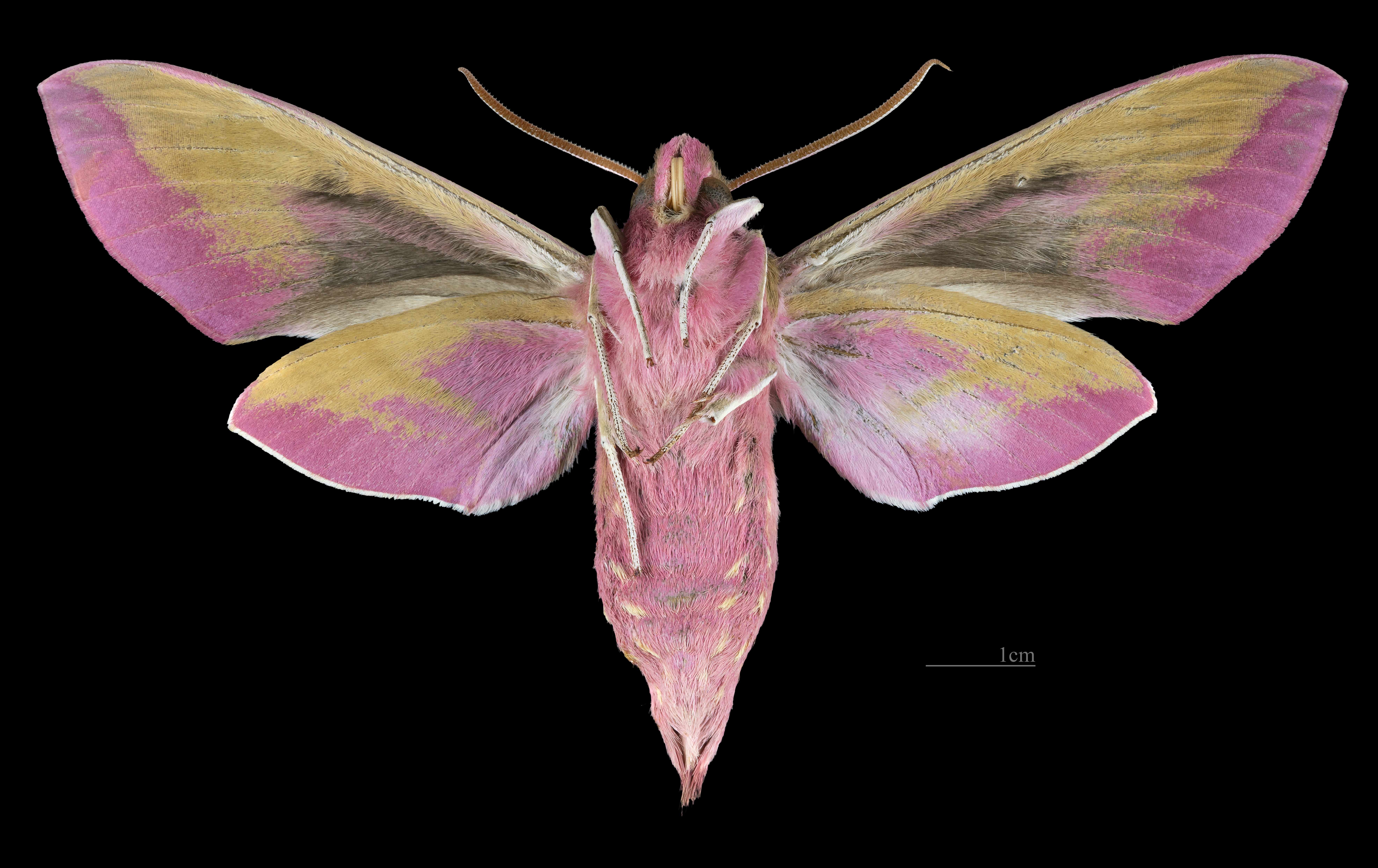
♂ △
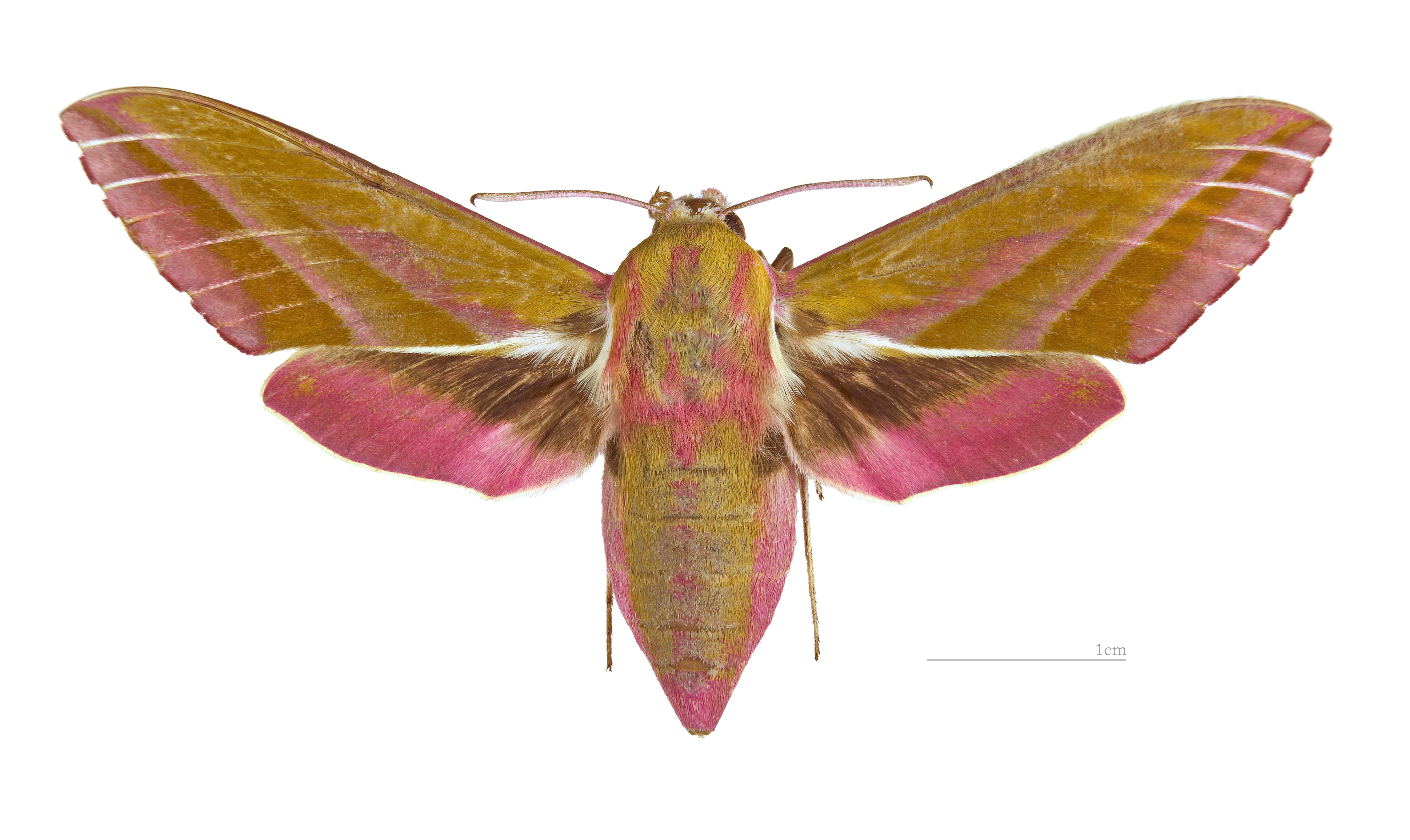
♀
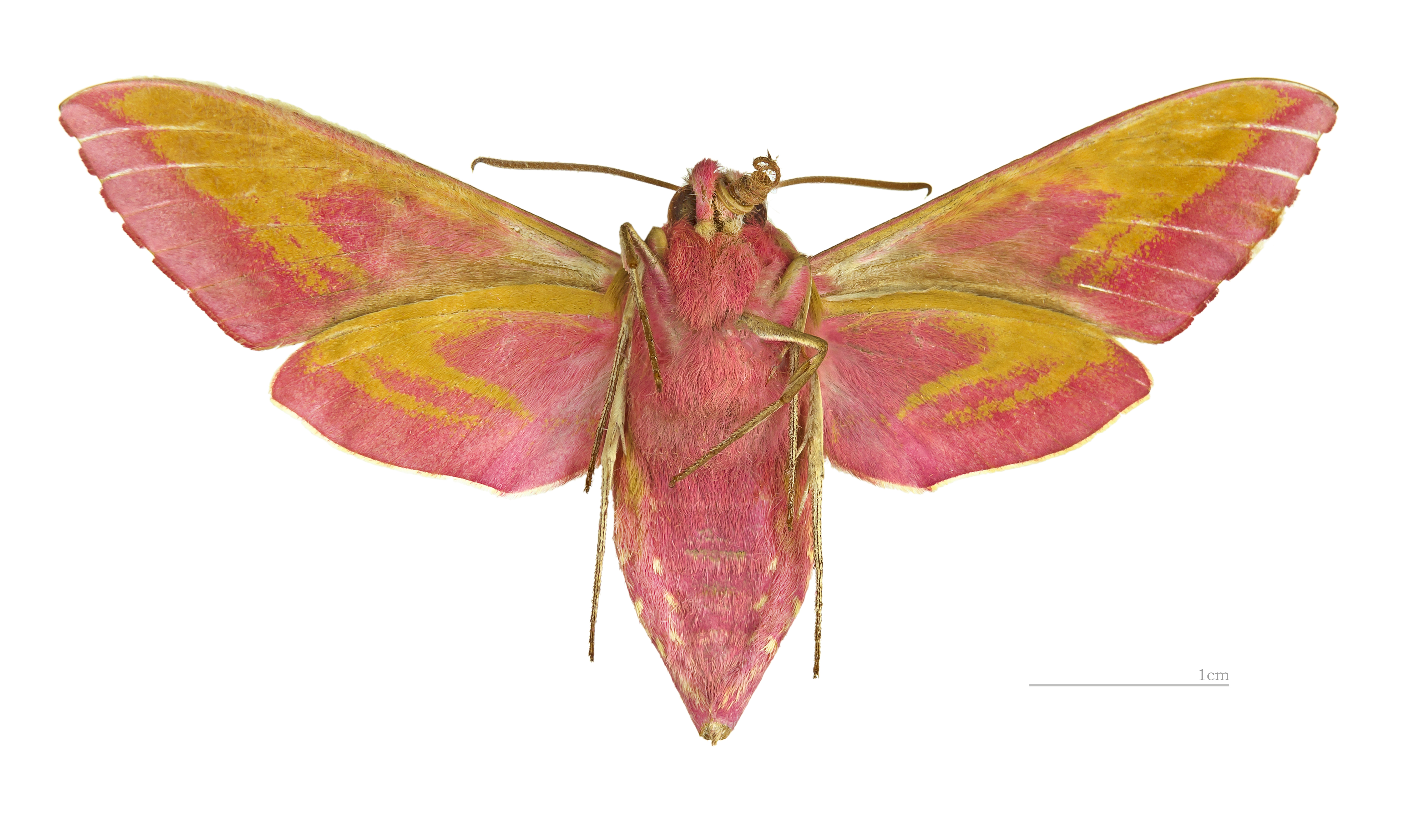
♀ △